# لويس شميت
لويس شميت (بالإنجليزية: Louis Schmidt)‏ هو لاعب الرغبي ‏ جنوب أفريقي، ولد في 4 ديسمبر 1844 في فورت تشيبوايان في كندا، وتوفي في 6 نوفمبر 1935 في سانت لوييس في كندا.